# Open Parc Auvergne-Rhône-Alpes Lyon 2023
L'Open Parc Auvergne-Rhône-Alpes Lyon 2023 è stato un torneo di tennis giocato sulla terra rossa. È stata la 6ª edizione del torneo facente parte dell'ATP Tour 250 nell'ambito dell'ATP Tour 2023. Si è giocato al Vélodrome Georges Préveral del Parc de la Tête d'Or di Lione, in Francia, dal 21 al 27 maggio 2023.

## Partecipanti al singolare

### Teste di serie
| Nazionalità | Giocatore             | Ranking | Testa di serie* |
| ----------- | --------------------- | ------- | --------------- |
| Canada      | Félix Auger-Aliassime | 10      | 1               |
| Regno Unito | Cameron Norrie        | 13      | 2               |
| Stati Uniti | Tommy Paul            | 17      | 3               |
| Argentina   | Francisco Cerúndolo   | 31      | 4               |
| Serbia      | Miomir Kecmanović     | 37      | 5               |
| Argentina   | Sebastián Báez        | 40      | 6               |
| Francia     | Richard Gasquet       | 44      | 7               |
| Stati Uniti | Brandon Nakashima     | 47      | 8               |

* Ranking all'8 maggio 2023.

#### Altri partecipanti
I seguenti giocatori hanno ricevuto una wildcard per il tabellone principale:
- Félix Auger-Aliassime
- Arthur Fils
- Gaël Monfils

I seguenti giocatori sono entrati nel tabellone principale passando dalle qualificazioni:

- Zhang Zhizhen
- Álvaro López San Martín
- Lloyd Harris
- Pablo Llamas Ruiz

Il seguente giocatore è entrato in tabellone come lucky loser:
- Oriol Roca Batalla

#### Ritiri
Prima del torneo
- Pablo Carreño Busta → sostituito da  Alexandre Müller
- Tomás Martín Etcheverry → sostituito da  Oriol Roca Batalla
- Quentin Halys → sostituito da  David Goffin
- Jason Kubler → sostituito da  Arthur Rinderknech
- Alex Molčan → sostituito da  Juan Pablo Varillas
- Yoshihito Nishioka → sostituito da  Diego Schwartzman

## Partecipanti al doppio

### Teste di serie
| Nazione     | Giocatore       | Nazione     | Giovatore        | Ranking* | Testa di serie |
| ----------- | --------------- | ----------- | ---------------- | -------- | -------------- |
| Stati Uniti | Rajeev Ram      | Regno Unito | Joe Salisbury    | 9        | 1              |
| Argentina   | Máximo González | Argentina   | Andrés Molteni   | 47       | 2              |
| Francia     | Nicolas Mahut   | Paesi Bassi | Matwé Middelkoop | 58       | 3              |
| Belgio      | Sander Gillé    | Belgio      | Joran Vliegen    | 83       | 4              |

* Ranking all'8 maggio 2023.

### Altri partecipanti
Le seguenti coppie di giocatori hanno ricevuto una wildcard per il tabellone principale:
- Ugo Blanchet /  Manuel Guinard
- Mayeul Darras /  Kyrian Jacquet

La seguente coppia di giocatori è entrata in tabellone come alternate:
- Guido Andreozzi /  Guillermo Durán

### Ritiri
Prima del torneo
- Mayeul Darras /  Kyrian Jacquet → sostituiti da  Guido Andreozzi /  Guillermo Durán
- Ivan Dodig /  Austin Krajicek → sostituiti da  Gonzalo Escobar /  Andrej Golubev
- Lloyd Glasspool /  Harri Heliövaara → sostituiti da  André Göransson /  Ben McLachlan
- Santiago González /  Miguel Ángel Reyes Varela → sostituiti da  Oleksandr Nedovjesov /  Miguel Ángel Reyes Varela
- Kevin Krawietz /  Tim Pütz → sostituiti da  Nicolás Barrientos /  Albano Olivetti
- Jason Kubler /  Max Purcell → sostituiti da  Yuki Bhambri /  Saketh Myneni

## Punti
| Evento    | V   | F   | SF | QF | 2T | 1T   | Q    | Q2   | Q1   |
| Singolare | 250 | 150 | 90 | 45 | 20 | 0    | 12   | 6    | 0    |
| Doppio    | 250 | 150 | 90 | 45 | 0  | N.D. | N.D. | N.D. | N.D. |

## Montepremi
| Evento    | V       | F       | SF      | QF      | 2T     | 1T     | Q2     | Q1     |
| Singolare | €85,605 | €49,940 | €29,355 | €17,010 | €9,880 | €6,035 | €3,020 | €1,645 |
| Doppio*   | €29,740 | €15,910 | €9,330  | €5,220  | €3,070 | N.D.   | N.D.   | N.D.   |

* per team

## Campioni

### Singolare
Arthur Fils ha sconfitto in finale  Francisco Cerúndolo con il punteggio di 6-3, 7-5.
• È il primo titolo in carriera per Fils.

### Doppio
Rajeev Ram /  Joe Salisbury hanno sconfitto in finale  Nicolas Mahut /  Matwé Middelkoop con il punteggio di 6-0, 6-3.